# Serrato

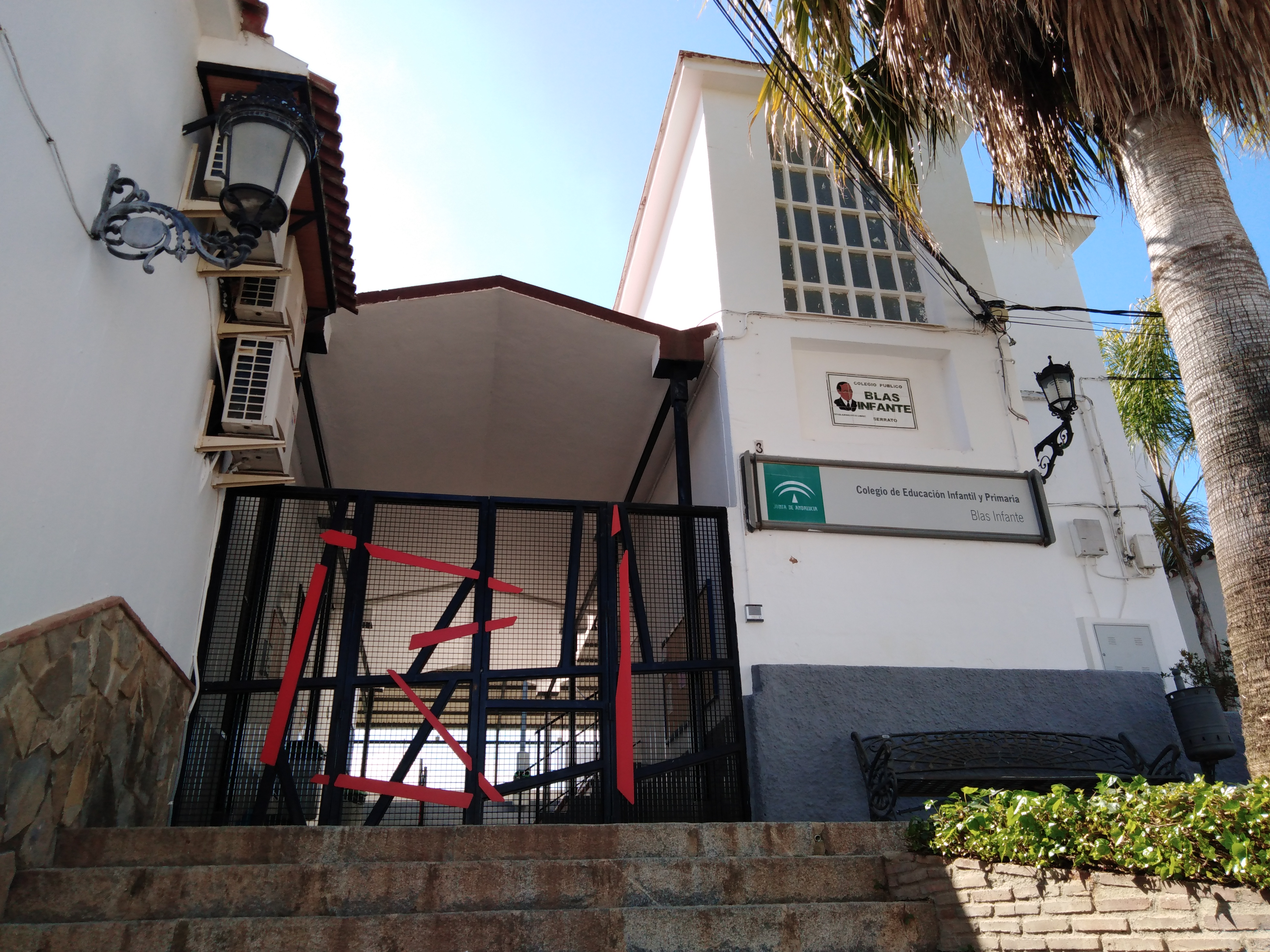
CEIP Blas Infante de Serrato

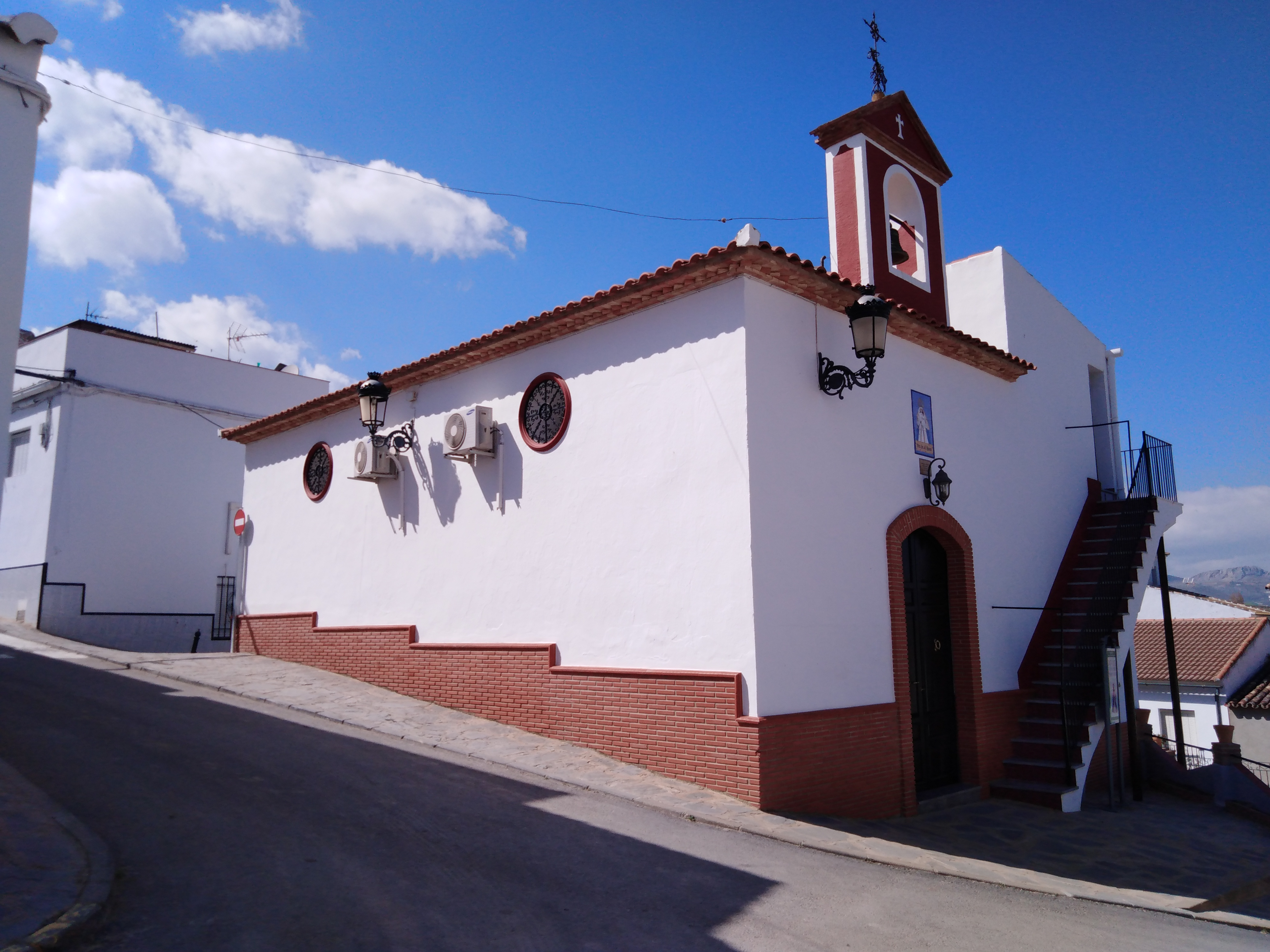
Iglesia de Nuestra Señora del Rosario de Serrato

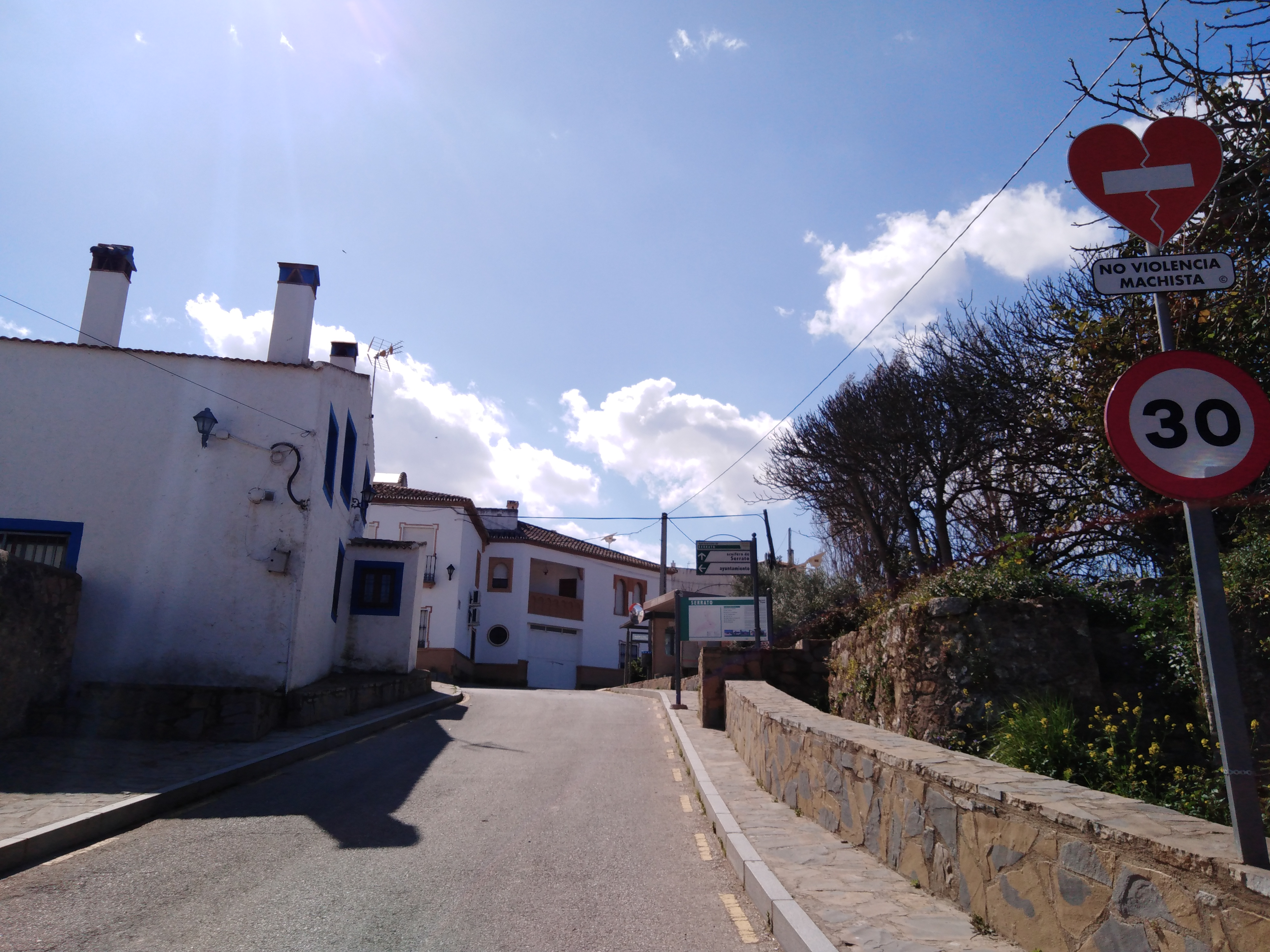
Entrada al pueblo de Serrato desde la carretera MA-477

Serrato es un municipio y localidad española de la provincia de Málaga, en la comunidad autónoma de Andalucía. Limita con los municipios de Cañete la Real, El Burgo, Ronda y Cuevas del Becerro. Por su término discurre el río Guadalteba. Es un pueblo perteneciente a la llamada Serranía de Ronda. El 1 de julio de 2021, gran parte del término municipal de Serrato, pasó a formar parte de la Zona Periférica de Protección del parque nacional de la sierra de las Nieves.
El municipio serrateño fue creado el 19 de diciembre de 2014 por segregación del término municipal de Ronda, convirtiéndose así en el número 103 de la provincia de Málaga. Desde 1999 ya gozaba de cierta autonomía al concederle el régimen de entidad local autónoma (o ELA).

## Geografía
Serrato se encuentra rodeado por las sierras de Ortegícar, los Merinos, Juan Pérez y el Almorchón, entre los ríos Guadalteba y el de las Cuevas del Becerro.[cita requerida] La altitud media del pueblo es de 500 metros sobre el nivel del mar.
El pueblo de Serrato disfruta de la existencia de cantidad de agua abundante. El acuífero de Cañamero es el principal aporte de agua que tiene el pantano del Guadalteba.
| Noroeste: Cuevas del Becerro      | Norte: Cañete la Real | Noreste: Cañete la Real |
| Oeste: Cuevas del Becerro y Ronda | Puntos cardinales     | Este: El Burgo          |
| Suroeste: Ronda                   | Sur: Ronda            | Sureste: El Burgo       |

### Clima
El municipio está ubicado en una zona de la provincia de Málaga que puede denominarse como mediterráneo subcontinental, con veranos largos y calurosos e inviernos cortos y fríos.[cita requerida] Algunos datos destacables:
- Temperatura media: 15/16 °C
- Horas de sol al año: 2700 horas/año
- Precipitaciones: 700 l/m²

## Fauna y flora
En cuanto a la fauna, encontramos animales pertenecientes al clima mediterráneo. Mamíferos como el jabalí, la cabra montes, el ciervo, el corzo, el zorro, el conejo y la liebre habitan por su entorno natural. También se encuentran aves de gran variedad, como el águila, el buitre, el halcón, la codorniz y aves migratorias, como la garza o el pato salvaje.
En cuanto a la flora, encontramos tanto bosque de ribera, como bosque de monte bajo y bosque de tipo mediterráneo. Incluyendo zonas arbustivas y de agricultura.

## Historia
Sus orígenes se sitúan en la época neolítica, donde pequeñas comunidades agrícolas se asentaron debido a la fertilidad de sus tierras, siendo sin embargo más importantes los periodos romano y árabe, tal y como atestiguan los restos de la villa romana de Serrato y el castillo de Ortegícar. En diversas tierras y eras alrededor del pueblo se han encontrado diversos vestigios de época romana, algunos de los cuales se pueden visitar. Los dos restos más importantes son El Pastor de Serrato, que se encuentra en el Ayuntamiento de Ronda y la Cabeza de Baco situada en el Museo Arqueológico Provincial de Málaga. 
El 27 de agosto de 1994 tuvo lugar un referéndum en la por entonces pedanía rondeña de Serrato, donde la gran mayoría de los vecinos mostraron su voluntad de ser autónomos. Se le concedió el régimen de entidad local autónoma en mayo de 1999 y, al fin, en 2014 se convirtió en un municipio completamente independiente de Ronda. La independencia se consigue el día 2 de diciembre de 2014, fecha muy recordada por todos los serrateños y que desde entonces es celebrada por un arroz gratis para el todo el pueblo. Es un día de festividad y unión.

## Geografía humana

### Demografía
| Gráfica de evolución demográfica de Serrato entre 1842 y 1860 |
| |
| Población de derecho según los censos de población del INE Población de hecho según los censos de población del INEEntre el censo de 1877 y el anterior, este municipio desaparece porque se integra en el municipio 29084 (Ronda) |

Según el Instituto Nacional de Estadística de España, en 2014 Serrato contaba con 500 habitantes censados, de los cuales 255 eran varones y 245 mujeres. En el 2021 el término municipal contaba con 473 habitantes censados, de los cuales 237 eran varones y 236 mujeres. Eso supone 9 habitantes menos que en el año 2020.

### Evolución de la población
| Gráfica de evolución demográfica de Serrato entre 2004 y 2014 |
|                                                               |
| Datos según el nomenclátor publicado por el INE.              |

## Agricultura y ganadería
En el término municipal de Serrato predomina el minifundio, parcelas dedicadas principalmente a secano, como los cereales y el olivo. Debido al abundante agua del manantial de Cañamero, los agricultores aprovechan estas tierras fértiles para el cultivo de huertos, donde se siembran productos hortofrutícolas, como el tomate, pimiento, berenjena, calabacín, sobre todo para el abastecimiento familiar y vecinal.
En cuanto a la ganadería, predomina el ganado ovino, caprino, porcino y equino, aunque muchas familias tienen pequeñas granjas donde tienen diversos tipos de animales domésticos, incluyendo perros, gatos, aves de granja como palomas, perdices o gallinas, de las cuales aprovechan sus huevos. La ganadería es una actividad económica muy importante para el pueblo, ya que muchas familias tienen pequeñas explotaciones extensivas de ganado ovino y caprino.

## Política
La Entidad Local Autónoma de Serrato se creó en el año 1999 y hasta el 30 de enero de 2015 que pasó a ser municipio independiente.
1999-2003:
D. Alcalde-Presidente: Francisco López Arana (P.S.O.E.)
Dª.Mª del Rosario Alcalá Arias (P.S.O.E.)
D. Antonio Hormigo Codes (P.S.O.E.)
D. Javier Mora Codes (P.S.O.E.)
D. Cristóbal Gil Pérez (G.I.L.)
2003-2007:
D. Alcalde-Presidente: Francisco López Arana (P.S.O.E.)
Dª. Mª del Rosario Alcalá Arias (P.S.O.E.) 
D. Antonio Hormigo Codes (P.S.O.E.)
D. Antonio Puntiverio Hormigo (P.S.O.E.)
Dª Concepción Galván Rodríguez(P.S.O.E.)
2007-2011:
D. Alcalde-Presidente: Francisco López Arana (P.S.O.E.)
Dª. Mª del Rosario Alcalá Arias (P.S.O.E.)
D. Antonio Hormigo Codes (P.S.O.E.)
D. Antonio Puntiverio Hormigo (P.S.O.E.)
D. Antonia Codes García (P.S.O.E.)
2011-2015:
D. Alcalde-Presidente: Francisco López Arana (P.S.O.E.)
Dª Mª del Rosario Alcala Arias (P.S.O.E)
D. Antonio Hormigo Codes (P.S.O.E)
D. Antonio Puntiverio Hormigo (P.S.O.E)
Dª María Rosas Romero(P.S.O.E)
Desde el 30 de enero de 2015 como municipio:
D. Alcalde-Presidente: Francisco López Arana ( P.S.O.E )
Dª Mª del Rosario Alcalá Arias (P.S.O.E)
D. Antonio Hormigo Codes (P.S.0.E)
D. Antonio Puntiverio Hormigo(P.S.O.E)
Dª María Rosas Romero(P.S.O.E)
D. Fernando López Arana (P.S.O.E)
Dª. Dolores Jiménez Florido (P.S.O.E)

## Tradiciones y fiestas populares

### Gastronomía
Los platos más típicos de Serrato son elaborados con alimentos procedentes del campo, como espárragos, tagarninas: tortilla de espárragos o la olla de tagarninas. También es tradicional la sopa hervida (hervía). 
En cuanto a los postres, dulces y repostería, son muy tradicionales los llamados roscos de vino, roscos de naranja fritos, las empanadillas rellenas de chocolate, batata o cabello de ángel y las tortas de azúcar que van recubiertas con almendras tostadas. Todos estos dulces se suelen hacer por las madres en las fiestas de la feria, tostones, navidades o Semana Santa; también para llevarlo a la Romería ("Día de la Vieja") como merienda. 

### Artesanía
En el pueblo de Serrato también existe artesanía tradicional elaborada con esparto, mimbre y enea.

### Feria de Octubre
La feria de Serrato se celebra en torno al día 7 de octubre en honor a la patrona del pueblo, Nra. Sra del Rosario. En estos días, el turismo en Serrato aumenta ya que vienen personas de los pueblos de alrededor e incluso de otras provincias para el disfrutar de estas fiestas. La feria esta destinada a todos los públicos, desde los más jóvenes, adultos, niños y ancianos. Son días de comidas familiares, de estar con los amigos, etc.
El día más importante es el 7, ya que se realiza una procesión de la patrona por todo el pueblo. Después una orquesta se encarga de cantarle el tradicional "Salve", siendo este unos de los momentos más emotivos de toda la feria por todos; y un espectáculo de pirotecnia y fuegos artificiales acompañado por un baile que se le hace a la virgen.

### La Candelaria

#### Historia
Esta fiesta propia del municipio de Serrato (Málaga) se realiza a principios del mes de febrero[cita requerida], concretamente el primer fin de semana de éste. El motivo por el que se hace en estas fechas es porque ésta es la época en la que se produce la tala de los olivos. Su origen se remonta a los inicios del pueblo[cita requerida]. 

#### Descripción
Todo el pueblo, tanto niños, jóvenes como adultos, se reúne en un espacio abierto. Aquí se coloca todo el ramón recogido por los componentes de la asociación juvenil 6 de Diciembre así como por otras personas que también quieran colaborar[cita requerida]. Una vez que ya están todos los invitados, es decir, todas aquellas personas que quieran participar en esta tradición se quema el ramón. Esto da lugar a una enorme hoguera que sirve para apaciguar el frío invernal. Además, todos los asistentes suelen llevar todo tipo de carnes para cocinarlas con los rescoldos del fuego. Para todas aquellas personas que no quieran cocinar su comida o prefieran otro tipo de alimentos, hay a su disposición una barra con refrescos y comidas (filetes, chorizos, ensaladillas, tortillas de patatas, etc). Todo esto está amenizado por un equipo de música[cita requerida].
Lo especial de esta tradición es que consigue reunir a todos los serrateños, tanto los que se encuentran en el pueblo como aquellos que están lejos de él. Y lo hace en una noche mágica de hogueras, bailes, risas y juegos[cita requerida]. 

### Los Tostones

#### Historia
Esta fiesta propia del municipio de Serrato se realiza a finales del mes de octubre y principios del mes de noviembre coincidiendo casi todos los años con el puente de El motivo por el que se hace en estas fechas es porque ésta es la época de las castañas. Su origen se remonta a los inicios del pueblo[cita requerida]. 

#### Descripción
A diferencia de la anterior, en los Tostones las personas se reúnen de forma más individual, es decir, suelen quedar con sus grupos de amigos o sus familias para merendar en un local de alguno de ellos[cita requerida]. Una vez que ya están todos los asistentes empiezan a tostar las castañas para comérselas acompañadas de chocolate caliente que preparan previamente. Además, muchas veces no solo se reúnen por la tarde sino que la tradición se ha ido ampliando hasta el límite de que muchas personas realizan una especie de barbacoa ya sea por la mañana o por la noche. Todo esto está acompañado por música[cita requerida]. 
Por otro lado, desde hace unos años el Ayuntamiento de Serrato o la asociación juvenil 6 de Diciembre, se han encargado de realizar una merienda con castañas, chocolate y todo tipo de dulces caseros para todo el pueblo. Esta se celebra en el Salón de Usos múltiples de la localidad[cita requerida]. 
Lo especial de esta tradición, al igual que “La Candelaria” es que consigue reunir a todos los serrateños, tanto los que se encuentran en el pueblo como aquellos que están lejos de él. Y lo hace en una tarde de cafés, chocolates, castañas y dulces en la que nunca faltan las risas y bailes de sus asistentes[cita requerida].

### Día de la Vieja
Fiesta de gran tradición en este municipio y muy querida y visitada por muchos pueblos limítrofes. El día más cercano al 19 de marzo (festividad de San José) y festivo en la localidad.
El día de la Vieja es una singular fiesta donde todos los serrateños así como visitantes se desplazan hasta el campo donde se pasa una jornada festiva con comida y bebida y cerrando el día con la quema de un muñeco donde por nombre recibe el viejo o la vieja.
El Prado Medina es el lugar donde se celebra este evento que simula a las romerías o fiestas camperas que se hacen en Andalucía.
En esta jornada familia y amigos se reúnen en el Prado Medina donde preparan tinglados o mini carpas y un gran surtido de comidas típicas de la localidad. Carnes y chacinas de las matanzas para barbacoas, aperitivos, vinos y los mejores postres entre los que se encuentran la torta de azúcar y roscos fritos. También disponen de una carpa con barra y música en directo o DJs que amenizan la jornada hasta altas hora de la madrugada.
El día finaliza con la quema de un muñeco hecho de cañas y trapos viejos simulando un octogenario que con este ejercicio quiere decir que quemamos lo malo del año.